# Orunmila
Orunmila är en siargud i mytologin hos yorubafolket i Västafrika. 
Orunmila deltog i världens skapelse och undervisade inledningsvis människorna. Han återvände dock till himlen för att låta människorna klara sig själva. Orunmila förmedlar den kraft som Ifaprästerskapet via Ifaoraklet använder till sina profetior.